# Calamus caryotoides
Calamus caryotoides är en enhjärtbladig växtart som beskrevs av Allan Cunningham och Carl Friedrich Philipp von Martius. Calamus caryotoides ingår i släktet Calamus och familjen Arecaceae. Inga underarter finns listade i Catalogue of Life.